# Benade (Lugo)
Benade (llamada oficialmente Santo Estevo de Benade) es una parroquia y una aldea española del municipio de Lugo, en la provincia de Lugo, Galicia.

## Otras denominaciones
La parroquia también es conocida por los nombres de San Estebo de Benade y San Estevo de Benade.

## Organización territorial
La parroquia está formada por siete entidades de población:
- A Fontenova
- Airexe (A Airexe)
- Benade
- Gundín
- Laxe (A Laxe)
- Mouriz
- Puga (A Puga)

## Demografía

### Parroquia
| Gráfica de evolución demográfica de Benade (parroquia) entre 2000 y 2022 |
|                                                                          |
| Datos según el nomenclátor publicado por el INE.                         |

### Aldea
| Gráfica de evolución demográfica de Benade (aldea) entre 2000 y 2022 |
|                                                                      |
| Datos según el nomenclátor publicado por el INE.                     |